# Aztektrast
Aztektrast (Ridgwayia pinicola) är en tätting i familjen trastar som är endemisk för Mexiko.

## Utseende och läten
Aztektrasten är en 21,5–24 cm lång trast med relativt kort stjärt. Fjäderdräkten är mycket karakteristisk. Hanen är mörkbrun på huvud, bröst och övre delen av manteln, med ett otydligt ljusare brunt ögonbrynsstreck. Vingarna är brokiga i mörkbrunt, svart och vitt med ljusare större täckare, ljusa spetsar på handpennorna och en vit handbasfläck. Stjärten är svart eller brunsvart med gråvit spets. På övre stjärttäckarna syns ett vitt band och även resten av undersidan är vit. Näbben är mörkbrun och benen ljusskära. Honan saknar den svarta huvan och är istället ljusare brun och kraftigare streckad på huvud, bröst och mantel. Aztektrasten är påfallande tystlåten. Lätet är ett strävt och gnyende "prreep".

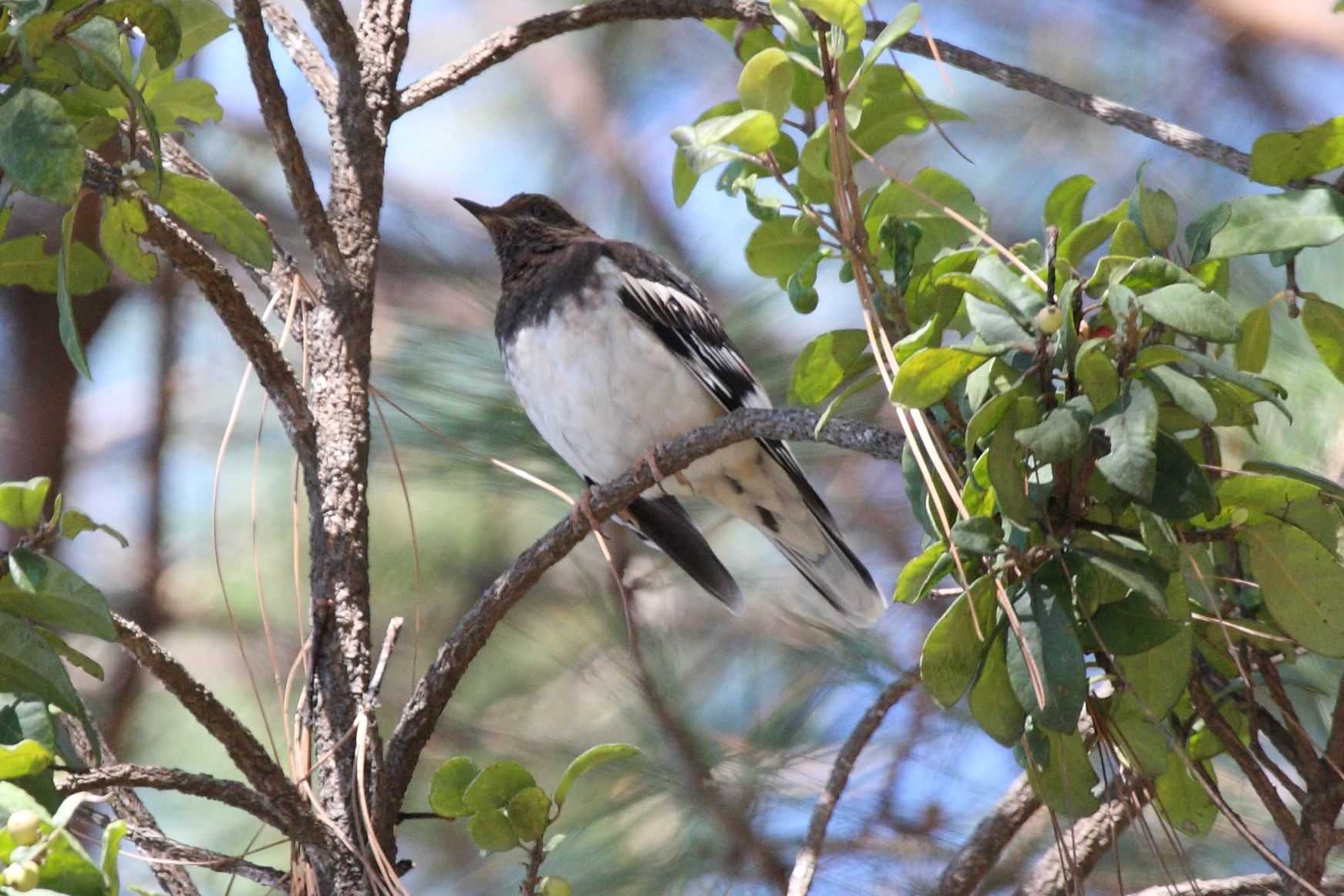
Hane.

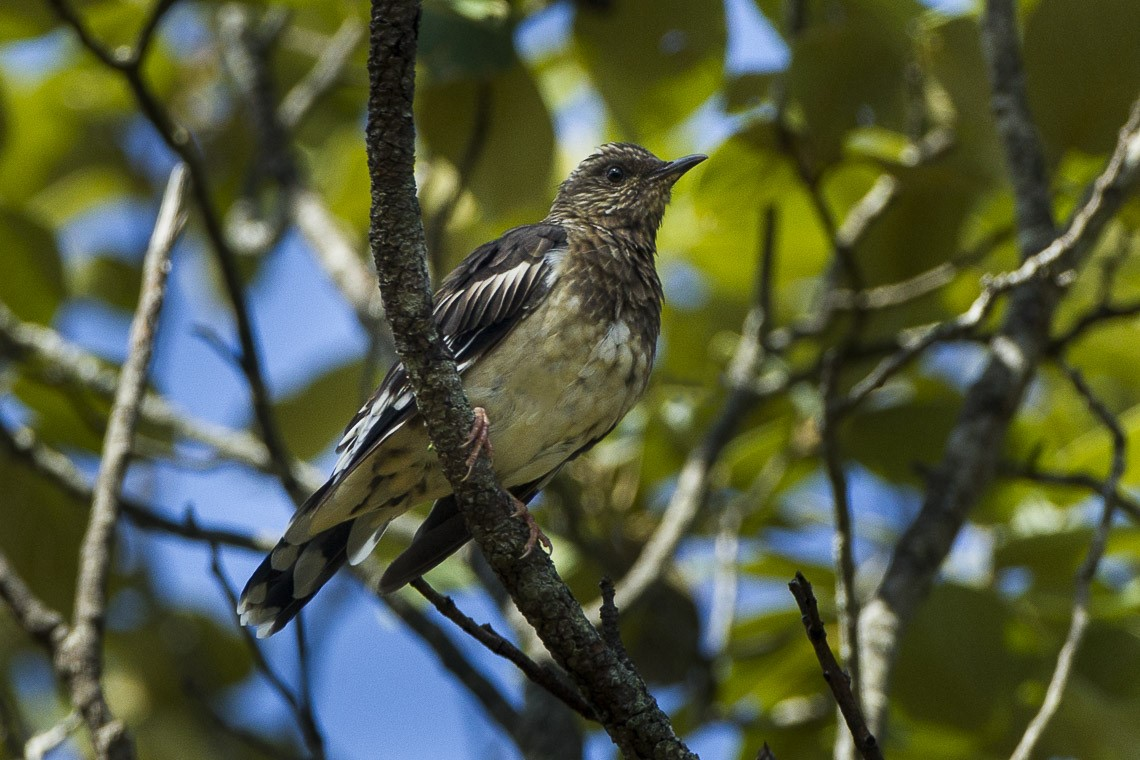
Hona.

## Utbredning och underarter
Fågeln återfinns i ek-tallskogar i västra och centrala Mexiko (från Sonora till Oaxaca. Den behandlas antingen som monotypisk eller delas in i två underarter med följande utbredning:
- Ridgwayia pinicola maternalis – sydvästra Chihuahua till södra Jalisco i nordvästra Mexiko.
- Ridgwayia pinicola pinicola – Veracruz och Michoacán till södra Guerrero och södra Oaxaca i sydvästra Mexiko.

Arten är även en tillfällig gäst i USA där den påträffats i Arizona och västra Texas. Första fyndet gjordes 1977 in Big Bend nationalpark i Texas.

## Släktskap
Aztektrasten placeras som ensam art i släktet Ridgwayia. DNA-studier visar att den troligen är närmast släkt med sitkatrasten (Ixoreus naevius).

## Levnadssätt
Aztektrasten hittas i bergstrakter på mellan 1800 och 2500 meters höjd, vanligen i raviner i tall och tall- och ekskogar. Den ses ofta i smågrupper, ibland tillsammans med andra fågelarter. Fågeln födosöker i tät vegetation på marken efter bär och insekter. I södra delen av utbredningsområdet häckar den i maj och juni. Det skålformade boet görs av gräs och mossa och äggen är ljusblå.

## Status och hot
Arten har ett stort utbredningsområde och en stor population, men tros minska i antal till följd av habitatförstörelse, dock inte tillräckligt kraftigt för att den ska betraktas som hotad. Internationella naturvårdsunionen IUCN kategoriserar därför arten som livskraftig (LC). Världspopulationen uppskattas till färre än 50 000 individer.

## Namn
Fågelns vetenskapliga släktnamn hedrar den amerikanske ornitologen Robert Ridgway (1850–1929).